# Zwölf Bismarcks
Zwölf Bismarcks ist ein Novellenzyklus von Walter Flex, in dem er in sieben Erzählungen wichtige Epochen der Familiengeschichte des märkischen Adelsgeschlechts der Bismarcks gestaltet.

## Entstehungsbedingungen
Flex war von 1910 bis 1913 als Hauslehrer bei der Enkelgeneration des Reichskanzlers Otto von Bismarck in Varzin und Schönhausen angestellt. Dabei lernte er die Familientradition kennen und fand darin Stoffe zur literarischen Gestaltung. Dem wichtigsten Vertreter der Familie im Mittelalter, Nikolaus von Bismarck, widmete er ein Drama (Der Kanzler Klaus von Bismarck). Aus der darauf folgenden Familiengeschichte griff er einzelne Personen heraus und bemühte sich dabei, möglichst mehrere Vertreter der Familie in einer Erzählung auftreten zu lassen.

## Inhalt

### Der Hugenottenkornett Abraham Bismarck
Eine französische Katholikin findet den Kornett Abraham Bismarck, nach der Schlacht von Montcontour, bei der er auf der Seite der Hugenottenarmee unter Coligny gekämpft hat, auf dem Schlachtfeld und nimmt ihn in Pflege. Als sie bemerkt, dass sie sich in ihn verliebt hat, beschließt sie, ihn zu töten, damit er nicht in die Hände der Inquisition fällt. 
In dieser Novelle wird auch Ludolf von Bismarck, der Begründer der Schönhauser Linie der Bismarcks, erwähnt, der ebenfalls als Kornett unter Coligny kämpfte.

### Zwei Bismarcks unter schwedischen Fahren
Hier verknüpft Flex das Schicksal Valentin Bussos von Bismarck mit dem seines Sohnes Christoph Friedrich. Als dieser die von Kurfürst Friedrich Wilhelm in der Schlacht bei Fehrbellin eroberten Fahnen nach Berlin bringt, trifft er auf einen Kriegskameraden seines Vaters, der im Dreißigjährigen Krieg mit diesem unter dem schwedischen Feldherrn Torstensson gekämpft hat.
Dabei hört Christoph Friedrich, dass sein Vater beinahe von den Bauern erschlagen worden wäre, die er vor dem Zugriff des schwedischen Feldherrn zu retten versucht hatte. 

### Die sibirischen Tage des Herrn Ludolf August von Bismarck
Ludolf August von Bismarck, der im Zorn seinen Bediensteten erschlagen hat, ist nach Russland gegangen, weil er in Preußen zwar nicht bestraft, aber auch nicht mehr befördert wurde.
In Russland ist er zum General und Gouverneur aufgestiegen, aber dann in Ungnade gefallen und nach Sibirien verbannt worden. Dort trifft er auf einen Präzeptor, mit dem er sich leichthin über die Vorzüge des tätigen Lebens in der großen Welt und des Nachdenkens im kleinen Winkel streitet, wobei jeder die Lebenssituation des anderen als die erstrebenswerte bezeichnet. 
Er stachelt den Präzeptor dazu an, den Gouverneurspalast niederzubrennen und dann unerkannt zu fliehen und eine neue Existenz zu begründen. Der versucht das, schrickt aber dann doch vor der Tat zurück. Ludolf August kann – wie er vorhergesehen hatte – bald wieder in seine Ehrenstellung zurück, doch hat er jetzt mehr Abstand zu sich selbst gewonnen. Der Präzeptor aber verzichtet auf Bismarcks Angebot, ihn aus Sibirien zu befreien. Er will nicht aus dem kleinen Winkel heraus, weil er sich inzwischen vor „der Welt“ fürchtet.

### August Friedrich und der Feldprediger
August Friedrich klagt über seinen Soldatenberuf und darüber, dass er keinen Zugang zu Gott findet. Am Tag der Schlacht wird der Feldprediger so vom Geschehen erfasst, dass er den zurückflutenden Truppen den Feind zeigt und ruft: „Dort ist Gott!“ August Friedrich wird wie die anderen Soldaten von dem Ruf mitgerissen, stürmt vor und fällt. Am Ende beneidet ihn der Feldprediger um seinen Soldatentod.

### Zwei Tage im Leben des Carl Alexander
Am ersten Tag betet Carl Alexander mit seinem Sohn Ferdinand, bevor dieser mit zwölf Jahren zu den Soldaten geht, und verpflichtet ihn darauf, in seinem Leben die Ehre seiner früh verstorbenen Mutter nie zu verletzen.
Am zweiten Tag kommt sein Neffe zu Besuch, um um die Hand seiner Tochter anzuhalten, die schon vor 19 Jahren gestorben ist. Sein Sohn Ferdinand kostet die Komik der Situation voll aus.

### Die Lützower in Schönhausen
Im Mai 1813 sitzen Offiziere der Lützower Jäger und Turnvater Jahn in Schönhausen mit der Familie Ferdinand von Bismarcks zusammen. Es wird berichtet, dass eine junge Frau bei der Taufe eines Sohns der Bismarcks 1809 eine Vision von Schill gehabt hat, der am selben Tag hingerichtet wurde. Darauf erinnert sich Theodor Körner, dass auch er bei der Vereidigung junger Kriegsfreiwilliger eine solche Vision gehabt hat.

### Hans Leerkamp und die Husarenschwadron des Majors von Bismarck
Hans Leerkamp hat 1813 erlebt, wie ein marodierender Franzose seinen vierjährigen Neffen getötet hat, und ist von seinem Großvater daran gehindert worden, sich an dem Franzosen zu rächen.
Er schließt sich den Mecklenburger Husaren unter Führung des Majors Leopold von Bismarck an. Dessen Vorbild hilft ihm, nach vielen Monaten, in denen er an seinen Rachegedanken festhält, sich schließlich als Bruder aller Kämpfer der Befreiungskriege zu fühlen.

## Einordnung und Beurteilung
Obwohl Walter Flex in seiner Vorbemerkung alle sieben Erzählungen als Novellen bezeichnet, erfüllen nicht alle die dafür üblichen Kriterien. Während die zuerst in der Deutschen Roman-Zeitung erschienenen Erzählungen Zwei Bismarcks unter schwedischen Fahnen, Die sibirischen Tage des Herrn Ludolf August Bismarck und Hans Leerkamp sowie Der Hugenottenkornett (zuerst in der München-Augsburger Abendzeitung erschienen) als Novellen anzusprechen sind, handelt es sich bei den anderen um Erzählungen unterschiedlichen Charakters. Allen gemeinsam ist, dass sie sich zwar auf Episoden aus der Familiengeschichte beziehen, aber recht frei ausgestaltet sind. 
In Hans Leerkamp treten zum einen die Verherrlichung des Krieges, zum anderen aber auch das Bemühen um ein Soldatenethos besonders deutlich hervor, die dann beide für sein Hauptwerk Der Wanderer zwischen beiden Welten charakteristisch sind. Zum einen wird dem Krieg religiöse Weihe zugesprochen, zum anderen spricht Flex von der „Phrase vom ‚gerechten Krieg‘“ und lässt Leopold Bismarck sagen, dass Schuld getilgt werden solle.

## Einzelbelege
1. ↑  Zu dieser Linie gehörte auch der Familienzweig, bei dem Walter Flex als Hauslehrer arbeitete.
2. ↑  „In dieser Stunde wurde ihm das Vaterhaus geschenkt, er wurde zum Gliede eines Volkes, das selbst erst im Werden war. Zum  zweiten Male nahm ihn Leopold Bismarck in Pflicht für die preußische Fahne.“ (Walter Flex: Zwölf Bismarcks, Leipzig 1925, S. 223)
3. ↑  Abendgebet an die Mutter und Empfindsame Reise zweier  Vettern Bismarck sind in Westermanns Monatsheften, August Friedrich von Bismarck in der Täglichen Rundschau erschienen.
4. ↑  „Er war ein Eindringling, der mit schmutzigen Fingern nach reinen Waffen gegriffen hatte, er hatte den Geist der Zeit gekostet wie ein Unwürdiger, der mit unreinen Gedanken nach dem Kelch des Herrn greift, und im Abendmahl der göttlichen Kraft inne wird, die ihn verdammt. Der wilde Geist, bisher sein Halt und Recht, war nun doch in Aussatz verwandelt.“ (Walter Flex: Zwölf Bismarcks, Leipzig 1925, S. 216)
5. ↑  „Er fand das Ansteckende des reinen, guten Geistes, der durch die Schwadron ging und die Phrase vom ‚gerechten Krieg‘ zu lebendiger Wahrheit machen wollte.“ (Walter Flex: Zwölf Bismarcks, Leipzig 1925, S. 201)
6. ↑  „Wir sind ausgeritten, eigene und fremde Schuld zu tilgen, nicht größer zu machen.“ (Walter Flex: Zwölf Bismarcks, Leipzig 1925, S. 223)